# Carla Angola
Carla María Angola Rodríguez (Caracas, Venezuela, 24 de diciembre de 1975) es una periodista y presentadora de televisión venezolana, que trabajó por varios años en el programa de televisión «Buenas noches», de la televisora venezolana Globovisión.

## Carrera
Por varios años Angola trabajó en el programa de televisión de Globovisión «Buenas noches», junto con «Kiko» Bautista, Roland Carreño y Pedro Luis Flores. El 31 de marzo de 2020, Angola denunció que funcionarios de la Dirección General de Contrainteligencia Militar (DGCIM) allanaron su casa en La Pastora, Caracas, donde vivían sus padres. Ella se exilió.
Trabaja en TVV Network en Miami y reside en Miami, Estados Unidos. El 4 de agosto de 2022, el fiscal general designado por la Asamblea Nacional Constituyente de 2017, Tarek William Saab, emitió una orden de aprehensión contra Angola, acusándola de «apología al magnicidio».